# Mercedes 37PS
Il nome Mercedes 37PS identifica una famiglia di autovetture di gran lusso prodotte dal 1906 al 1914 dalla Casa tedesca Daimler Motoren Gesellschaft per il suo marchio automobilistico Mercedes.

## I modelli 37/65 PS e 37/70 PS
Queste autovetture sono state lanciate per sostituire il precedente modello, ossia la Mercedes Simplex 36/65 PS, già assai esclusiva. La nuova famiglia delle 37PS debuttò con due modelli, denominati 37/65 PS e 37/70 PS, entrambi per pochissimi fortunati. Questi modelli segnarono il debutto del marchio Mercedes nel campo dei motori a 6 cilindri. Era questa infatti l'architettura adottata per il nuovo propulsore montato su questi modelli. Tale propulsore era composto da tre blocchi bicilindrici fusi separatamente, era a corsa lunga (120x140 mm) ed aveva una cilindrata di 9495 cm³. Mentre l'alimentazione era affidata ad un carburatore doppio corpo con valvola a saracinesca, la distribuzione era del tipo a T, cioè con valvole di aspirazione su un lato del motore e valvole di scarico sull'altro lato. Ogni fila di valvole era comandata da un albero a camme, per un totale di due assi a camme laterali a loro volta comandati da ingranaggi. Un'altra importante novità in questo motore stava nel tipo di accensione a doppia candela per cilindro.
A seconda del modello su cui era montato, tale propulsore forniva prestazioni leggermente differenti: mentre nella 37/65 PS la potenza massima raggiungeva 65 CV a 1300 giri/min, nella 37/70 PS i cavalli erogati erano 70.
Dal punto di vista telaistico, la struttura utilizzata era una lamiera stampata in acciaio con sezione a U. Le sospensioni erano ad assale rigido con molle a balestra semiellittica, l'impianto frenante a pedale era costituito da un sistema raffreddato ad acqua che agiva sulla trasmissione. Questa era del tipo a catena e comprendeva un cambio a 4 marce, nonché una frizione a nastro.

## I modelli 37/90 PS e 37/95 PS
I modelli descritti furono prodotti fino al 1910: a partire da quell'anno vennero sostituiti da due nuovi modelli, denominati 37/90 PS e 37/95 PS. Questi modelli presentavano diverse novità di rilievo. Prima di tutto si ebbe un ritorno all'architettura motoristica a 4 cilindri in linea. Il quadricilindrico utilizzato era composto da due blocchi bicilindrici fusi separatamente, analogamente ad altri quadricilindrici utilizzati in quel periodo dalla Mercedes e da altre Case automobilistiche. La cilindrata era di 9530 cm³ (130x180 mm). Il nuovo motore era inoltre caratterizzato dal fatto di essere chiuso all'interno di una paratia in cui circolava l'acqua di raffreddamento. Un'altra sostanziosa novità tecnica stava nella distribuzione, che stavolta era a valvole in testa, ma non solo: le valvole erano questa volta tre, una di aspirazione e due di scarico. Tali valvole erano comandate da due assi a camme laterali.
Interessante l'incremento di potenza ottenuto: i due modelli spuntavano rispettivamente 90 e 95 CV a 1300 giri/min, permettendo alle vetture di raggiungere l'allora notevole velocità massima di 115 km/h. A tale proposito, vale la pena ricordare che la 37/95 PS è stata considerata unanimemente la più veloce automobile stradale degli anni dieci del XX secolo. In un periodo in cui la trasmissione ad albero stava progressivamente soppiantando quella a catena, i tecnici della Mercedes scelsero invece quest'ultima soluzione poiché si dimostrava all'epoca più adatta a motori di una certa potenza.
I modelli della famiglia 37PS hanno fatto parte di una fascia di lusso a cui la Daimler Motoren Gesellschaft ha dedicato gran parte delle proprie attività, e che in quel periodo comprendeva anche i modelli delle famiglie 38PS e 39PS, prodotte contemporaneamente alla 37PS e che andavano a porsi addirittura un gradino più in alto.
Quando a metà degli anni dieci tali modelli vennero tutti pensionati in blocco, il modello che ne avrebbe raccolto l'eredità sarebbe stato uno solo, la Mercedes 28/95 PS del 1914, appartenente alla già esistente gamma 28PS.